# Graminella mohri
Graminella mohri är en insektsart som beskrevs av Delong 1937. Graminella mohri ingår i släktet Graminella och familjen dvärgstritar. Inga underarter finns listade i Catalogue of Life.